# 惱鱷
惱鱷（學名：Luperosuchus），意為「麻煩的鱷魚」，是種已滅絕副鳄形类，生存於三疊紀晚期（卡尼期）的南美洲。